# ルゴヴァヤ駅 (ウラジオストク)
ルゴヴァヤ駅（ルゴヴァヤえき、ロシア語: Станция Луговая）は、ロシア連邦沿海地方ウラジオストクレニンスキ・ライオン地区にあるロシア鉄道極東鉄道支社シベリア鉄道ムィス・チェルキン支線の駅である。

## 駅構造
単式ホーム1面1線を有する地上駅。当駅からは貨物支線が分岐している。駅舎には近距離切符売り場(朝7時～朝10時)が設けられている。

## 旅客列車運行状況
ウラジオストク・モルゴロドク方面
- ウラジオストク行き　エレクトリーチカ平日のみ2本
- モルゴロドク・ウゴリナヤ方面行き　エレクトリーチカ平日2本、休日1本

ムィス・チェルキン方面
- ムィス・チェルキン行き　エレクトリーチカ平日3本、休日2本

## 隣の駅
ロシア鉄道極東鉄道支社
ムィス・チェルキン支線
エレクトリーチカ（各駅停車）
トゥレーチヤ・ラボーチャヤ駅 - ルゴヴァヤ駅 - マルチェフスカヤ駅